# Mika Oksa
Mika Oksa (* 6. Juli 1976 in Espoo) ist ein finnischer Eishockeytorwart, der seit 2010 beim HK Junost Minsk in der belarussischen Extraliga unter Vertrag steht.

## Karriere

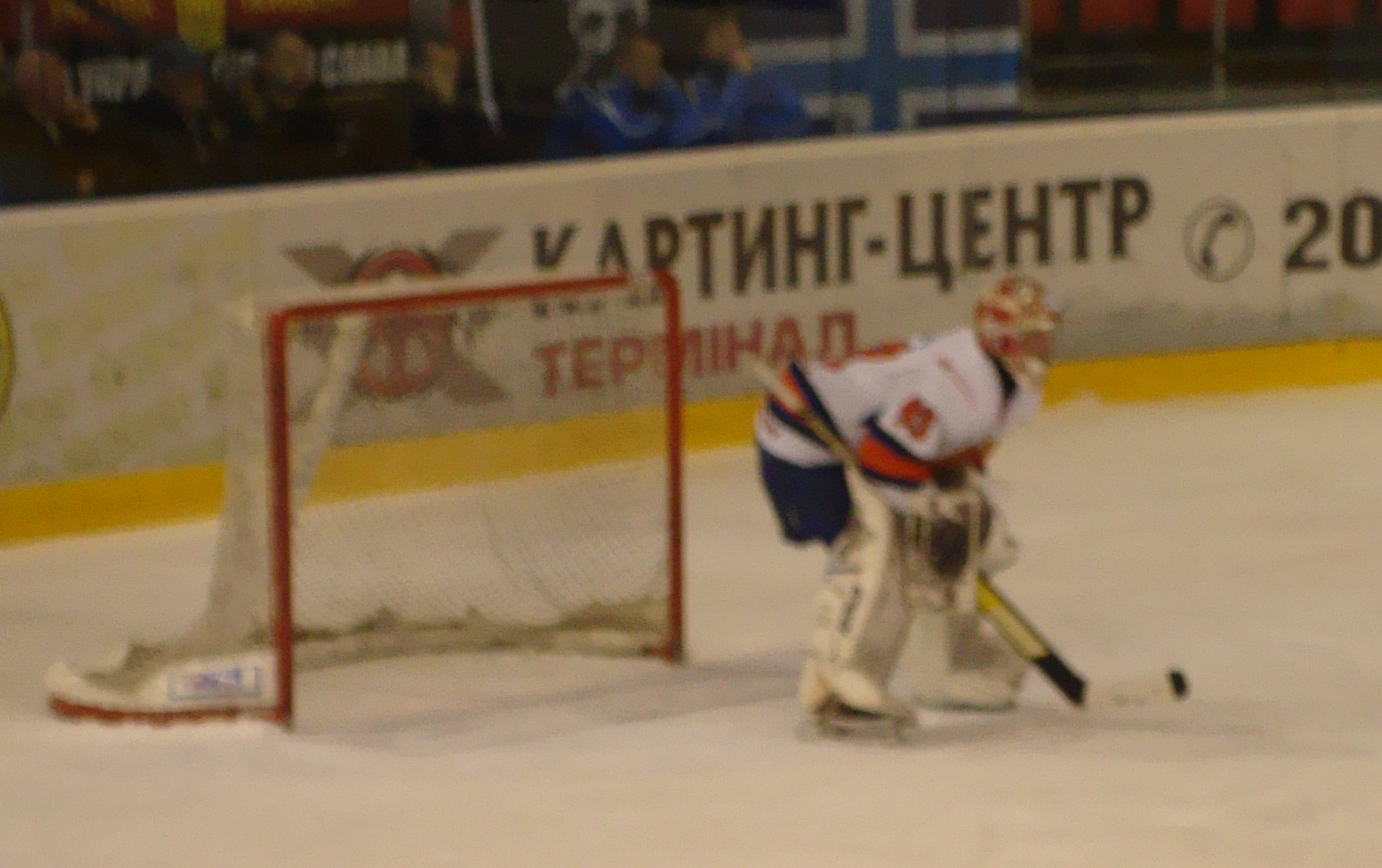
Oksa im Tor des HK Schachzjor Salihorsk

Mika Oksa begann seine Karriere als Eishockeyspieler in seiner Heimatstadt bei den Espoo Blues, für deren Profimannschaft er in der Saison 1995/96 sein Debüt in der SM-liiga gab. Zur folgenden Spielzeit wechselte der Torwart zu FPS Forssa in die damals noch zweitklassige I divisioona. In dieser blieb er auch von 1997 bis 1999, als er bei Ahmat Hyvinkää unter Vertrag stand. Anschließend kehrte er zu seinem Ex-Club aus Espoo zurück, für den er bis 2005 insgesamt sechs Jahre lang in der SM-liiga auflief. Nachdem er die Saison 2005/06 bei Timrå IK in der schwedischen Elitserien begonnen hatte, beendete er sie beim HC Lugano in der Schweizer Nationalliga A, bei dem er jedoch ohne Einsatz blieb.
Im Sommer 2006 wurde Oksa vom amtierenden finnischen Meister HPK Hämeenlinna verpflichtet, mit dem er 2007 im Finale um den IIHF European Champions Cup dem russischen Gegner Ak Bars Kasan mit 0:6 verlor. Daraufhin stand er zwei Jahre lang für HPKs Ligarivalen KalPa Kuopio zwischen den Pfosten, ehe er zur Saison 2009/10 einen Vertrag beim HK Dinamo Minsk aus der Kontinentalen Hockey-Liga unterschrieb. Zum Einsatz kam Oksa zunächst ausschließlich beim HK Schachzjor Salihorsk, dem Farmteam Dinamos, in der belarussischen Extraliga, ehe er zu Beginn der folgenden Spielzeit fünf KHL-Partien für Dinamo absolvierte. In der Folge wurde er beim neuen Partnerteam, dem HK Junost Minsk aus der Extraliga eingesetzt, mit dem er den Continental Cup und die belarussische Meisterschaft gewann. Seit 2011 steht Oksa fest bei Junost unter Vertrag.

## Erfolge und Auszeichnungen
- 2011 IIHF-Continental-Cup-Gewinn mit dem HK Junost Minsk
- 2011 Bester Torwart des IIHF Continental Cup
- 2011 All-Star-Team des IIHF Continental Cup
- 2011 Belarussischer Meister mit dem HK Junost Minsk
- 2012 Bester Torwart des IIHF Continental Cup